# Polygonum gabrielae
Polygonum gabrielae är en slideväxtart som beskrevs av Costea & Tardif. Polygonum gabrielae ingår i släktet trampörter, och familjen slideväxter. Inga underarter finns listade i Catalogue of Life.